# The Immaculate Collection
The Immaculate Collection is het eerste verzamelalbum van de zangeres Madonna. Het album dateert uit 1990 en bevat hits uit de periode 1983 t/m 1990. Alle nummers op dit album zijn speciaal voor dit album opnieuw gemixt door Shep Pettibone. Madonna heeft het album opgedragen aan haar broer die de bijnaam de paus heeft.
The Immaculate Collection is het eerste album dat gebruikmaakt van Q-sound, een drie-dimensionale geluidsweergave.
Niet alle singles uit de periode 1983 t/m 1990 komen terug op The immaculate collection. Singles uit deze periode die niet op het album staan, zijn: Everybody, Burning Up, Angel, Dress You Up, Gambler, True Blue, Who's That Girl, Causing a Commotion, The Look of Love, Dear Jessie, Oh Father, Keep It Together en Hanky Panky.

## Nummers
1. Holiday
2. Lucky Star
3. Borderline
4. Like a Virgin
5. Material Girl
6. Crazy for You
7. Into the Groove
8. Live to Tell
9. Papa Don't Preach
10. Open Your Heart
11. La Isla Bonita
12. Like a Prayer
13. Express Yourself
14. Cherish
15. Vogue
16. Justify My Love
17. Rescue Me